# BV 04 Dortmund
Der BV 04 Dortmund (offiziell: Ballspielverein 04 Dortmund e.V.) war ein Sportverein aus Dortmund. Die erste Mannschaft nahm zweimal an der Endrunde um die westdeutsche Fußballmeisterschaft teil.

## Geschichte
Im Jahre 1904 wurde im Turn- und Fechtverein Dortmund eine Fußballabteilung gegründet, die sich ein Jahr später unter dem Namen BV 04 Dortmund verselbständigte. Am 13. Juli 1913 fusionierte der BV 04 mit dem Dortmunder FC 95 zur SVgg Dortmund 95, die sich 1919 in Dortmunder SC 95 umbenannte. Dieser Verein wiederum fusionierte am 9. Juli 1969 mit dem TuS Eintracht Dortmund zum TSC Eintracht Dortmund.
1907 wurde der BV 04 Meister des Bezirks Mark vor dem punktgleichen Dortmunder FC 95. Im Viertelfinale der westdeutschen Meisterschaft unterlagen die Dortmunder im neutralen Essen dem Düsseldorfer FC 99 mit 1:5. Zwei Jahre später sicherte sich der BV 04 die zweite märkische Meisterschaft durch einen 6:1-Sieg über SuS Schalke 96. Auf westdeutscher Ebene konnten die Dortmunder sich im Viertelfinale zunächst mit einem 4:3-Sieg bei Teutonia Osnabrück durchsetzen, ehe im Halbfinale das Aus nach einem 1:4 gegen Preußen Duisburg folgte. Nach einer Ligareform spielte der BV 04 Dortmund ab 1912 im Bezirk Westfalen und wurde ein Jahr später nach einem 6:2-Entscheidungsspielsieg gegen SuS Schalke 96 Meister der Gruppe West. Das Bezirksfinale ging allerdings deutlich mit 1:5 gegen Arminia Bielefeld verloren.